# Johann Hundertossen
Johann Hundertossen (* in Hameln; † 1606) war ein deutscher Baumeister der Weserrenaissance. Als sein Hauptwerk gilt Schloss Bevern.

## Leben
Johann Hundertossen stammte aus einer wohlhabenden Hamelner Ratsfamilie. Er war der Sohn des gleichnamigen angesehenen Maurermeisters. Er wurde 1592 Hamelner Bürger und vom Rat mit der Aufsicht über die städtischen Bauten betraut. Hundertossen ist 1597 als Hausbesitzer in Hameln nachweisbar.
Er war als Baumeister überwiegend für adelige Auftraggeber tätig. Für das Grabmal der Heilwig von Münchhausen (1537–1599) lieferte er einen Entwurf für einen Abriss „mit eingespanntem Tor von Hausteinen aufs zierlichste und schönste“. Im Auftrag des Unternehmers Statius von Münchhausen wirkte er von 1603 bis 1606 als Baumeister und errichtete Schloss Bevern, eine um einen Binnenhof gruppierte Vierflügelanlage mit den typischen Kennzeichen der Weserrenaissance, d. h. einem steinernen Untergeschoss mit aufgesetzten Fachwerkgeschossen. Der prachtvolle Bau wurde erst nach Hundertossens Tod von anderen Meistern fertiggestellt. Für denselben Bauherrn errichtete er das kleinere Schloss Münchhausen in Bodenwerder, das später zum Geburtshaus des „Lügenbarons“ Hieronymus Carl Friedrich von Münchhausen wurde.
Hundertossen wird der im Jahr 1600 fertiggestellte Bau von Schloss Schwedesdorf in Lauenau zugeordnet, ebenso die Errichtung des gemeinsam mit Eberhard Wilkening entworfenen Rattenfängerhauses in Hameln. Jedoch kann der Bau des Südflügels von Schloss Hämelschenburg im heutigen Landkreis Hameln-Pyrmont „Hundertossen mittlerweile nicht mehr zugeschrieben werden.“

## Werkschau (Auswahl)

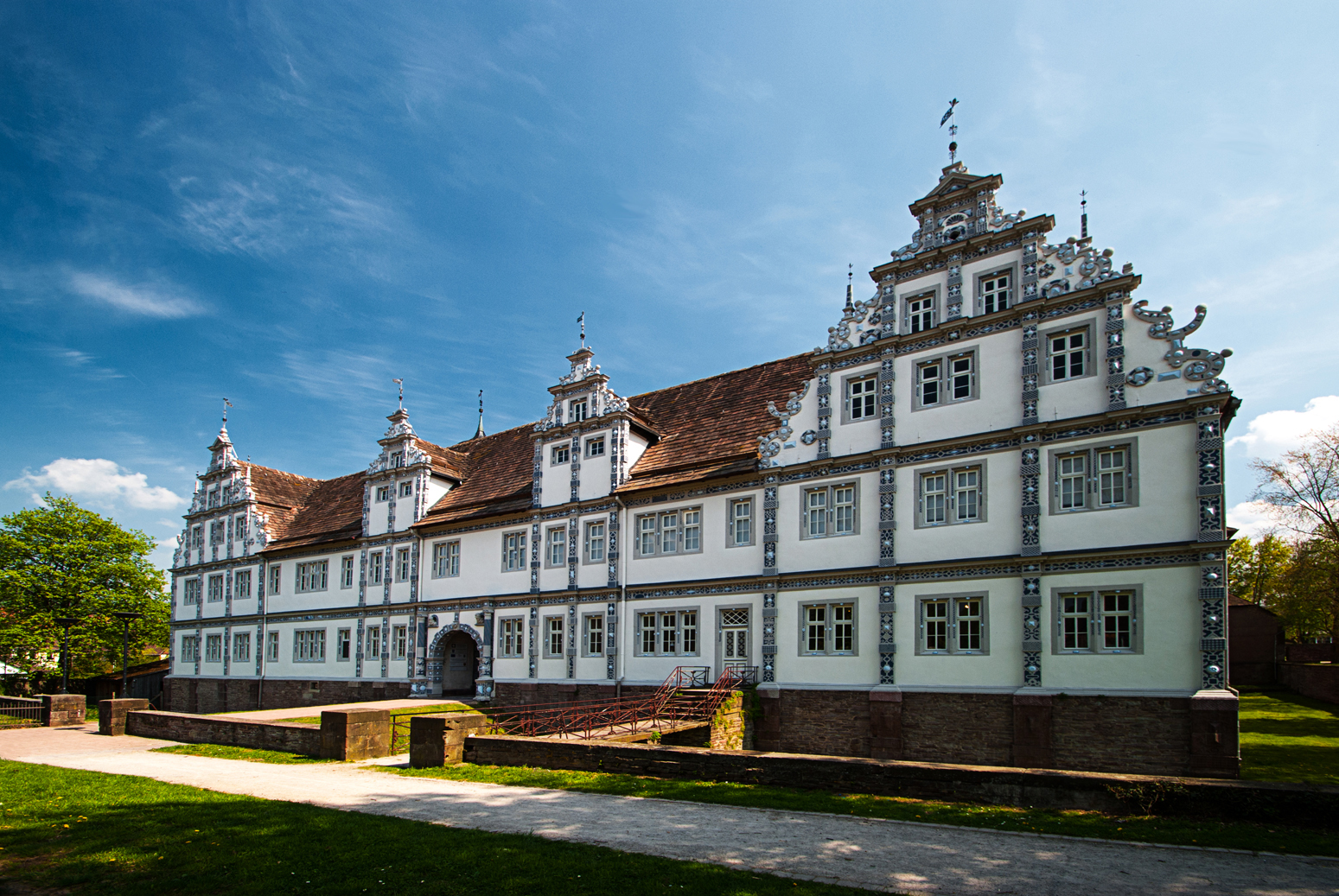
Schloss Bevern (1603–1612) in Bevern im Landkreis Holzminden
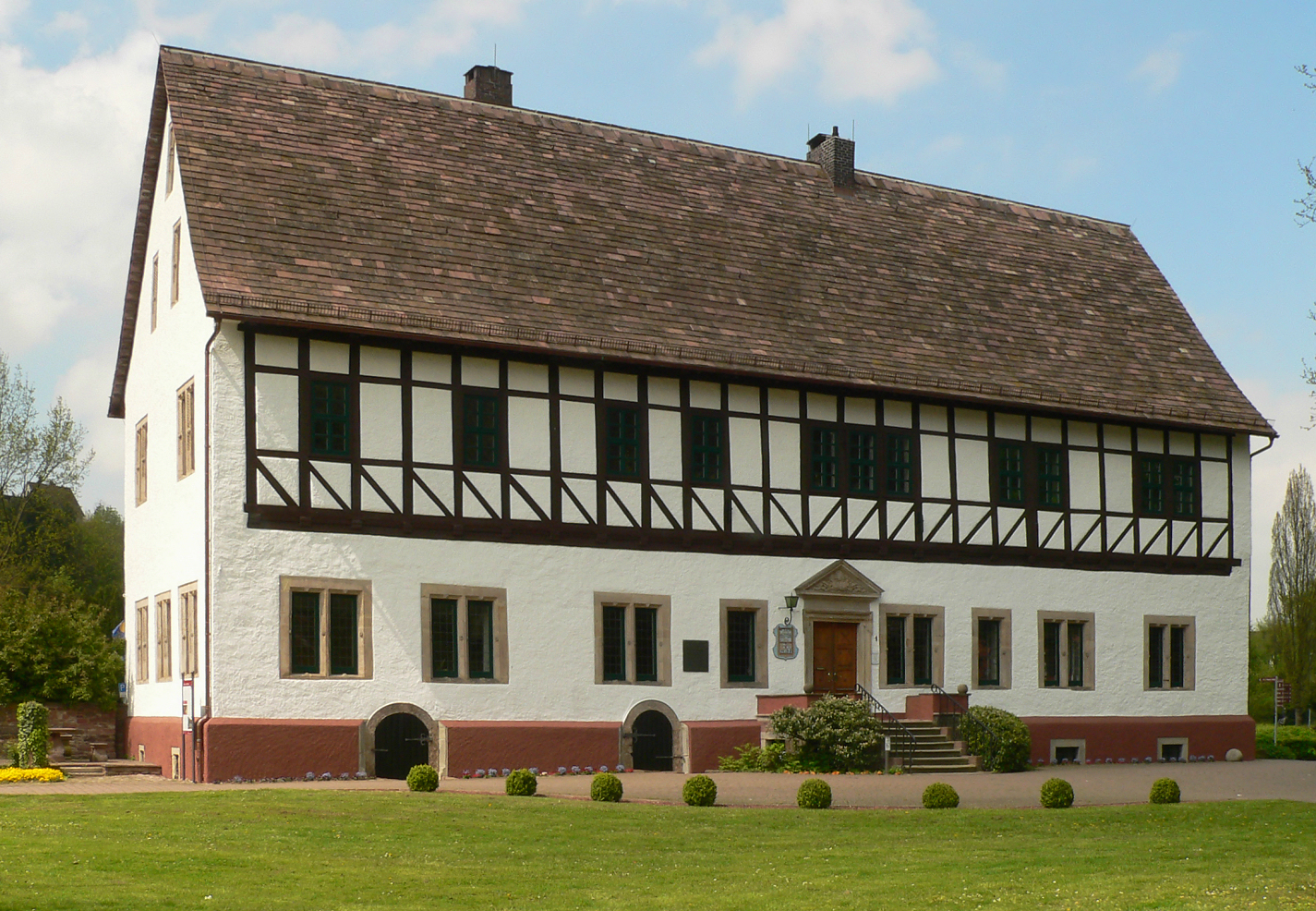
Schloss Münchhausen (1603–1609) in Bodenwerder
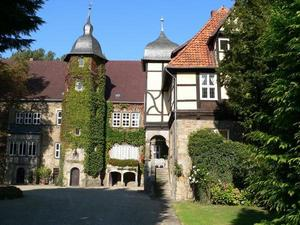
Schloss Schwedesdorf (1596–1600) in Lauenau
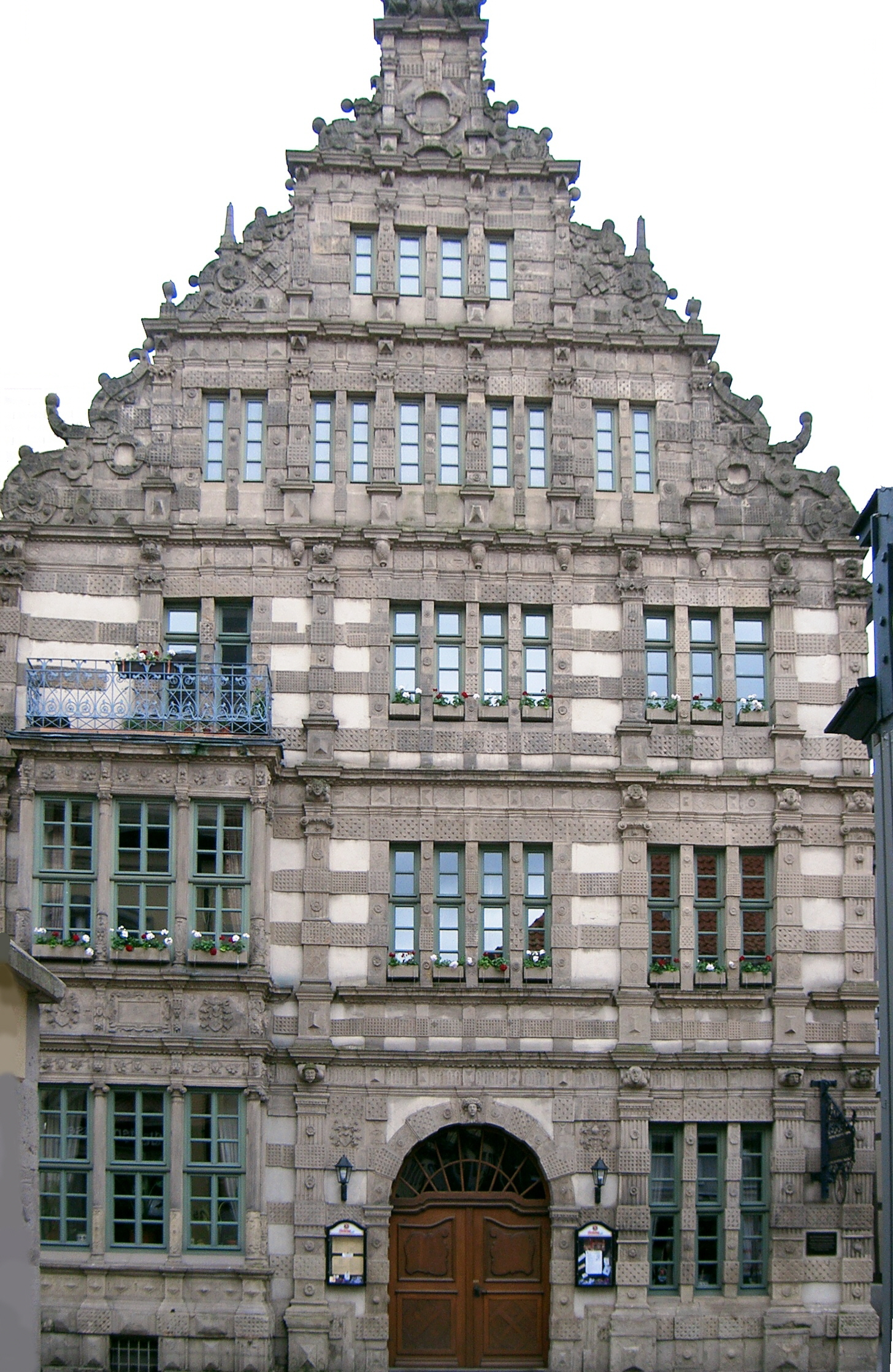
Rattenfängerhaus (1602/1603) in Hameln